# Рощино (аэропорт)
Международный аэропорт Ро́щино имени Д. И. Менделеева — международный аэропорт Тюмени с аэродромом класса «Б». Расположен в Тюменской области в 13 км к западу от Тюмени. Официальное название аэропорта — Рощино, название эксплуатанта аэропорта — ОАО «Новапорт».
Является базовым аэропортом для авиакомпаний «ЮТэйр» и «Ямал». Имеет статус аэропорта федерального значения. В январе 2017 открылся новый терминал. Аэропорт Рощино является центром стыковочных рейсов Тюменской области, ЯНАО и ХМАО-Югры.

## Общие сведения
Аэродром допущен к приему следующих ВС: Ан-12, Ан-24, Ан-26, Ан-72, Ан-74, Ан-124 (для осуществления посадки/взлета необходим единоразовый спец. допуск), Ан-148, Ту-134, Ту-154, Ту-204, Ту-214, Ил-18, Ил-76, Ил-86, Як-40, Як-42, Sukhoi Superjet 100, Boeing 737, Boeing 757, Boeing 767, Boeing 777, Boeing 747, самолёты семейства Airbus A320, Airbus A330, ATR 42, ATR 72, Bombardier Canadair Regional Jet (CRJ), SAAB-340, Embraer-145,170,190,195 и все более лёгкие, а также вертолёты всех типов.
Аэродром включает в себя две искусственные взлетно-посадочные полосы (ИВПП). ИВПП-2 (03/21) размером 3003×45 м оснащена светосигнальным оборудованием ОВИ-1 и имеет средства посадки ВС с обоих направлений, (PCN) 74/R/C/X/T. ИВПП-1 (12/30) размером 2704х50, оборудована системой светосигнального оборудования ОМИ c обоих направлений, (PCN) 42/R/C/W/T.

## Терминал аэропорта
Старый терминал построен в 1968 году для обеспечения пассажирского грузопотока, возросшего в связи с развитием нефтегазового комплекса. В 1998 году здание аэровокзала было реконструировано, организован международный терминал.
В 2016 году, в рамках реконструкции воздушной гавани, старое здание аэровокзала было полностью демонтировано, и на его месте возвели новый, современный терминал общей площадью более 27 тыс. м².
В первой половине 2023 года стартовал первый этап реконструкции терминала. По плану объём работ первого этапа составляет около 19 тыс. кв. метров. Будут построены два новых телескопических трапа, новый медпункт, полноценная комната матери и ребёнка, увеличены зоны ожидания пассажиров, новый зал выдачи багажа на внутренние авиарейсы и зал повышенной комфортности. Всего реконструкция разделена на три этапа, завершить реконструкцию должны в 2027 году. Общая площадь терминала составит 45 тыс. м². Таким образом, площадь увеличится в полтора раза.

## История
- 1953—1960 — строительство нового аэропорта, способного принимать тяжелые самолёты типа Ан-22, Ан-12 для перевозки народно-хозяйственных грузов на север Тюменской области. Для обеспечения пассажирских авиаперевозок в аэропорту базируются самолёты Ан-24
- 1964 — аэропорт получил название Рощино.
- 1966 — в аэропорту Рощино сдана в эксплуатацию первая взлетно-посадочная полоса (ВПП) из струнобетона, начато строительство наземных сооружений.
- 1968 — авиаэскадрильи Ли-2 и Ан-24 перебазировались из Плеханово в Рощино. Введен в эксплуатацию новый терминал Рощино.
- 1971 — введена в эксплуатацию гостиница «Лайнер». Указом Президиума Верховного Совета СССР Тюменское управление гражданской авиации награждено орденом Трудового Красного Знамени.
- 1972 — выполнен первый рейс на самолёте Ту-134 по маршруту Тюмень — Внуково — Тюмень.
- 1973 — начал полеты Ан-26.
- 1977 — выполнен первый рейс на самолёте Ил-76 по маршруту Тюмень — Надым.
- 1978 — введён в строй ангар для ремонта и технического обслуживания воздушных судов.

- 1976 — взлетно-посадочная полоса оснащена современным радио- и светотехническим оборудованием. Выполнен первый рейс на самолёте Ту-154 по маршруту Тюмень — Москва — Тюмень.
- 1988 — выполнен первый международный рейс по маршруту Тюмень — Киев — Брандт (Германия) — Киев — Тюмень.
- 1993 — произошёл единственный случай захвата самолёта в Рощине. Угонщик провёл 12 лет в шведской тюрьме.
- 1994 — начались регулярные полеты в Германию по маршруту Тюмень — Штутгарт — Тюмень.
- 1997 — 10 июля зарегистрировано новое авиационное предприятие — открытое акционерное общество «Аэропорт Рощино». Бессменным генеральным директором предприятия до 2016 года являлся ветеран тюменской авиации В. Н. Поляков. Принята программа реконструкции аэропорта до 2005 года.
- 2002 — заменена светосигнальная система. Расширена до проектных размеров рулёжная дорожка № 3 (РД-3). Восстановлена ВПП-1 на участке РД-3 — РД-4 с проведением исследования прочностных характеристик и подтверждения годности к приему самолётов I класса (Ту-154, Ил-76).
- 2004 — полностью завершена реконструкция ВПП-1. Открытие международного терминала.
- 2005 — завершена реконструкция ВПП-2. Открылось новое багажное отделение.
- 2012 — начало строительства нового пассажирского терминального комплекса.
- 2014 — крупнейших аэропортовый холдинг ООО «Новапорт» приобрёл 100 % акций ОАО «Аэропорт Рощино» (Тюмень). Проведен капитальный ремонт искусственной взлётно-посадочной полосы № 2 и рулёжных дорожек.
- 2015 — 27 января аэропорт Тюмени Рощино стал первым в России, который обеспечивает приём воздушных судов по спутниковой навигационной системе точного захода на посадку GPS/ГЛОНАСС. Успешное приземление осуществил Boeing-737(800) авиакомпании «Сибирь».
- 2017 — 17 января состоялось торжественное открытие аэровокзального терминала после проведения реконструкции. Пропускная способность увеличилась вдвое, возросло количество стоек регистрации, расширены зоны ожидания, организована отдельная трансфертная зона для пересадки пассажиров с рейса на рейс, работают пять телескопических трапов для посадки пассажиров в самолёт.
- 2018 — 31 мая Федеральным агентством воздушного транспорта РФ (ФАВТ) выдано разрешение на прием аэропортом (Рощино) двухпалубного широкофюзеляжного самолёта типа Airbus A330. 14 ноября в Свидетельство о государственной регистрации аэродрома Тюмень (Рощино) внесена запись о пригодности его к эксплуатации воздушных судов типа Boeing 747-400/400F.
- 2019 — 31 мая аэропорту присвоено имя Д. И. Менделеева[2], в октябре первый рейс совершил Boeing 747-400 авиакомпании «Россия» по маршруту Тюмень — Екатеринбург. 30 октября перед въездом в аэропорт был установлен памятник самолёту Ту-134 (бортовой номер CCCP-65012)[7].Памятник Ту-134
- 2021 — введён в эксплуатацию новый цех бортового питания. Площадь объекта составила 1324 м².
- 2023 — введён в эксплуатацию новый ангарный комплекс а/к «Ямал». Новый ангарный комплекс рассчитан для одновременного размещения двух ВС типа А-320/321.
- 2024 — введён в эксплуатацию новый командно-диспетчерский пункт (КДП). Новый КДП обеспечивает полный визуальный обзор площади маневрирования аэродрома и прямую видимость всех участков взлетно-посадочных полос. Таким образом, пропускная способность аэродрома значительно увеличилась за счет одновременного использования двух ВПП.

### Развитие
- 2023 — начало реконструкции и расширения площади аэровокзала.
- 2025 — начало строительства нового отеля рядом с терминалом аэропорта. Это будет шестиэтажное здание на 129 номеров. Оператором станет сеть Hilton.[8]
- 2025 — реконструкции ВПП № 1 с заменой светосигнального оборудования до требований ИКАО (Международная организация гражданской авиации) с направления «курс 300» до II категории, с направления «курс 120» до I категории системы посадки воздушных судов.

## Статистика
Данные из запроса в Викиданные.
| Год  | Всего пассажиров | Изменение в % | Внутренние | Международные | Самолёто- вылеты | Грузы и почта, т. |
| ---- | ---------------- | ------------- | ---------- | ------------- | ---------------- | ----------------- |
| 2006 | 760 000          | -             | -          | -             | -                | -                 |
| 2007 | 862 000          | +11,8 % ▲     | -          | -             | -                | -                 |
| 2008 | 905 576          | +4,8 % ▲      | 832 242    | 73 334        | 11 011           | 5699              |
| 2009 | 785 061          | -15,3 % ▼     | 717 405    | 67 656        | 8656             | 4629              |
| 2010 | 967 829          | +18,8 % ▲     | 856 641    | 111 188       | 9149             | 5553              |
| 2011 | 1 084 419        | +10,7 % ▲     | 943 477    | 140 942       | 9673             | 2696              |
| 2012 | 1 239 378        | +12,5 % ▲     | 1 035 052  | 204 326       | 10 329           | 6635              |
| 2013 | 1 372 621        | +9,7 % ▲      | 1 116 871  | 255 750       | 9849             | 6328              |
| 2014 | 1 369 094        | -0,2 % ▼      | 1 116 954  | 252 140       | 9544             | 5733              |
| 2015 | 1 399 264        | +2,1 % ▲      | 1 258 630  | 140 634       | 9251             | 4144              |
| 2016 | 1 530 549        | +8,5 % ▲      | 1 457 800  | 72 749        | 10 775           | 4320              |
| 2017 | 1 831 652        | +19,7 % ▲     | 1 665 819  | 165 833       | 12 123           | 4699              |
| 2018 | 1 985 749        | +8,4 % ▲      | -          | -             | -                | -                 |
| 2019 | 2 047 500        | +3,1 % ▲      | 1 831 683  | 207 325       | -                | -                 |
| 2020 | 1 374 620        | -32,8 % ▼     | -          | -             | -                | 2758              |
| 2021 | 2 242 326        | +37 % ▲       | -          | -             | -                | 3118              |
| 2022 | 2 341 727        | +4,4 % ▲      | -          | -             | -                | -                 |
| 2023 | 2 601 128        | +11,1 % ▲     | -          | -             | -                | -                 |
| 2024 | 2 776 417        | +6,7 % ▲      | 2 540 304  | 223 835       | -                | -                 |

(Источник — годовые отчеты АО «Аэропорт Рощино», за 2010 год, за 2011 год, за 2012 год, за 2013 год, за 2014 год, за 2015 год, 2016 год, 2017 год

## Авиакомпании и направления
В 2016 году маршрутная сеть аэропорта состояла из 49 направлений, среди которых 11 были международными. В аэропорту на регулярной основе работало 20 авиакомпаний.
В 2017 году авиакомпания Ямал стала базовым перевозчиком аэропорта Рощино. Второй базовой авиакомпанией аэропорта является Utair.
В настоящее время маршрутная сеть Рощино активно расширяется.

## Транспортное сообщение
До аэропорта (и наоборот) можно добраться автобусами:
№ 10 «Авиаэкспресс» по маршруту Автовокзал — ж/д вокзал — аэропорт. Первый рейс в 04:30, последний — 22:00; интервал движения — 30 минут. Время в пути от автовокзала — 55 минут, от ж/д вокзала — 40 минут. Стоимость проезда/провоза багажа — 31₽ безналичной оплатой, 32₽ наличными.
№ 141 по маршруту Сквер им. Немцова — аэропорт — с. Луговое. В день совершает 8 рейсов. Время в пути — 50 минут. Стоимость проезда/провоза багажа — 31₽ безналичной оплатой, 32₽ наличными.
Стоимость такси, в среднем, до центра города — 350₽. Время в пути 20 минут.
От входа в аэровокзал несколько раз в день отправляются шаттлы до Кургана.

## Происшествия
2 апреля 2012 года в 5 час 33 мин. московского времени в 16 км западнее центра Тюмени вблизи деревни Горьковка вскоре после взлёта из аэропорта Рощино (в 4 км от торца ВПП) потерпел катастрофу пассажирский самолёт ATR-72 (бортовой номер VP-BYZ) авиакомпании «ЮТэйр», совершавший рейс ЮТ-120 Тюмень — Сургут. На борту находилось 39 пассажиров и 4 члена экипажа. 33 человека погибло.